# Arkítsa
Arkítsa (Arkitsa) är en ort i Grekland.   Den ligger i prefekturen Fthiotis och regionen Grekiska fastlandet, i den centrala delen av landet, 100 km nordväst om huvudstaden Aten. Arkítsa ligger 74 meter över havet och antalet invånare är 840.
Terrängen runt Arkítsa är huvudsakligen kuperad, men åt sydost är den platt. Havet är nära Arkítsa åt nordost. Runt Arkítsa är det ganska glesbefolkat, med 32 invånare per kvadratkilometer. Närmaste större samhälle är Livanátes, 3,9 km söder om Arkítsa. Trakten runt Arkítsa består till största delen av jordbruksmark.